# میدان رازی (تهران)

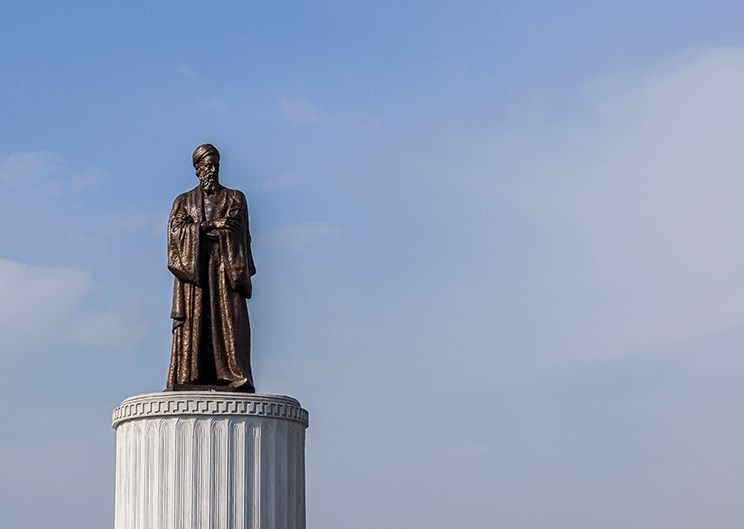
مجسمه زکریای رازی در وسط میدان رازی

میدان رازی (نام پیشین: میدان گمرک) یکی از میادین تهران است. این میدان در منطقه ۱۱ شهرداری تهران قرار دارد. این میدان در جهت شمالی-جنوبی با خیابان کارگر، در جهت شرق با خیابان مولوی و در جهت غرب با خیابان هلال‌احمر و خیابان رباط‌کریم ارتباط دارد. دروازه گمرک در مجاورت این میدان قرار دارد. تندیس زکریای رازی اولین مجسمه‌ای است که بعد از انقلاب اسلامی در ایران و در این میدان نصب شد. سازنده این مجسمه استاد علی قهاری کرمانی مجسمه ساز شهیر معاصر می‌باشد.
نزدیک ترین ایستگاه مترو به این میدان ایستگاه مهدیه (تقاطع خیابان مولوی و ولیعصر) است .